# Acianthera capanemae
Acianthera capanemae  es una especie de orquídea epifita. Es originaria de Brasil donde se encuentra en Río de Janeiro, Brasil.

## Descripción
Es una orquídea epífita, reptante con rizomas robustos y con la longitud del tallo  y la anchura de las hojas variables. Sus flores son igualmente variables. El sépalo dorsal por lo general tiene una base clara con tres listas de color púrpura y es más gruesa en el tercio apical, rayado con borde morado. Los pétalos son variablemente mucronados siempre transparentes, con una línea morada central, el labio es verrugoso, amplio, de color púrpura. Es una especie aliada de Acianthera saundersiana , de la que es un poco difícil de separar.

## Taxonomía
Acianthera capanemae fue descrita por (Barb.Rodr.) Pridgeon & M.W.Chase   y publicado en Lindleyana 16(4): 242. 2001.
Etimología
Acianthera: nombre genérico que es una referencia a la posición de las anteras de algunas de sus especies.
capanemae: epíteto otorgado en honor de Guilherme Schüch Capanema - Baron de Capanema, recolector brasileño de orquídeas de los años 1800.
Sinonimia
- Pleurothallis capanemae Barb.Rodr.	[5][6]